# Kedukan Bujang
Kedukan Bujang is een bestuurslaag in het regentschap Ogan Ilir van de provincie Zuid-Sumatra, Indonesië. Kedukan Bujang telt 943 inwoners (volkstelling 2010).